# Mattanūr
Mattanūr är en ort i Indien.   Den ligger i distriktet Kannur och delstaten Kerala, i den södra delen av landet, 1 900 km söder om huvudstaden New Delhi. Mattanūr ligger 51 meter över havet och antalet invånare är 45 521.
Terrängen runt Mattanūr är platt åt sydväst, men åt nordost är den kuperad. Runt Mattanūr är det tätbefolkat, med 762 invånare per kvadratkilometer. Mattanūr är det största samhället i trakten. I omgivningarna runt Mattanūr växer huvudsakligen savannskog.